# میا-لاهنی آکوینو
میا-لاهنی آکوینو (به انگلیسی: Mia-Lahnee Aquino،  زادهٔ ۲۹ مارس ۱۹۹۸) یک کشتی‌گیر زن آزادکار اهل کشور گوآم است. وی سابقه حضور در المپیک ۲۰۲۴ پاریس را دارد.  